# ガルアーム
ガルアーム(英: Gull arm)は、オートバイのリヤサスペンションに用いられるスイングアームの形状を指す名称で、本田技研工業の登録商標である。

## 概要
スイングアームには、アームの揺動軸と車軸を直線的に結ぶ形状が採用される例が一般的だが、排気管の取り回しを優先して上方に湾曲させた形状が採用される場合がある。ホンダはこの形状を、滑空するカモメ(英: gull)の片翼に見立てて、商標として「ガルアーム」と名付けた。
なお、スズキは同様の方式をスズキ・ガンマで“湾曲スイングアーム”の呼称で採用している。

## 採用車種
- NSR250R（3代目で採用）
- CBR250RR
- CBR400RR(1990年モデルで採用。名称：キャステック・ガルアーム)
- CBR1000RR（2008年モデルで採用）